# Les Médecins
Pour les articles homonymes, voir Les Médecins (La Fontaine).
Les Médecins est un quartier du 13e arrondissement de Marseille, situé à l'extrémité nord-est de la ville, au sein des quartiers nord.
En dépit de son nom, le quartier ne compte qu'un seul médecin généraliste.